# 正心堂
正心堂，又名新屋里厅，位于中国浙江省永康市花街镇大屋村，为大屋村倪氏北房九世祖志颜公于清乾隆三十五年至四十年（1770年-1775年）所建，现与同村同族于明代所建的花街大夫第同为浙江省文物保护单位。

## 建筑
占地面积730平方米，坐北朝南，砖木结构。中轴线上建有三进。其中，二进面阔11.95米，进深九檀7.34米；三进面阔11.95米，进深九檀6.76米。各进之间有天井相隔。两侧建有厢房，厢房面阔29.88米，进深九檀5.44米，架梁结构为穿斗式。雀替、牛腿有花卉、龙凤等雕刻。